# Івежиці (гміна)
Гміна Івежице (пол. Gmina Iwierzyce) — сільська гміна у східній Польщі. Належить до Ропчицько-Сендзішовського повіту Підкарпатського воєводства.
Станом на 31 грудня 2011 у гміні проживало 7570 осіб.

## Територія
Згідно з даними за 2007 рік площа гміни становила 65.58 км², у тому числі:
- орні землі: 77.00%
- ліси: 13.00%

Таким чином, площа гміни становить 11.95% площі повіту.

## Населення
Станом на 31 грудня 2011:
| Опис     | Загалом | Загалом | Чоловіки | Чоловіки | Жінки | Жінки |
| -------- | ------- | ------- | -------- | -------- | ----- | ----- |
| одиниця  | осіб    | %       | осіб     | %        | осіб  | %     |
| все      | 7570    | 100     | 3769     | 49.79    | 3801  | 50.21 |
| міське   | 0       | 100     | 0        |          | 0     |       |
| сільське | 7570    | 100     | 3769     | 49.79    | 3801  | 50.21 |

## Сусідні гміни
Гміна Івежице межує з такими гмінами: Боґухвала, Вельополе-Скшинське, Свільча, Сендзішув-Малопольський, Чудець.